# Irvine (Escocia)
Irvine (/ˈɜːrvɪn/ UR-vin (del gaélico escocés: Irbhinn) es una ciudad del concejo de North Ayrshire, en Escocia, Reino Unido. Se encuentra en la costa del fiordo de Clyde. En el censo de 2011 Irvine contaba con 33 698 habitantes, siendo la localidad con mayor población del concejo.
En Irvine nació el escritor John Galt. Aparte de los políticos Jack McConnell, ex-Ministro Principal de Escocia, Nicola Sturgeon, la actual primera ministra y el arqueólogo Nicholas Márquez-Grant.